# Marquez Valdes-Scantling
Marquez Reshard Valdes-Scantling (geboren am 10. Oktober 1994 in Saint Petersburg, Florida), häufig kurz als MVS bezeichnet, ist ein US-amerikanischer American-Football-Spieler. Er spielt in der National Football League (NFL) für die Seattle Seahawks als Wide Receiver. Von 2018 bis 2021 stand Valdes-Scantling bei den Green Bay Packers unter Vertrag, von 2022 bis 2023 spielte er für die Kansas City Chiefs. In der Saison 2024 war Valdes-Scantling für die Buffalo Bills und die New Orleans Saints aktiv. Mit den Chiefs gewann Valdes-Scantling den Super Bowl LVII sowie den Super Bowl LVIII.

## Karriere
Valdes-Scantling spielte zuerst High School Football an der Lakewood High School. In seinem letzten Jahr konnte er 14 Touchdowns erzielen. Danach wechselte er 2013 an die North Carolina State University und nach der Saison 2015 an die University of South Florida.
Im NFL Draft 2018 wurde er von den Green Bay Packers in der fünften Runde an Stelle 174 ausgewählt. Seinen Vertrag als Rookie unterschrieb er am 7. Mai 2018 und wurde bereits im ersten Spiel der Saison gegen die Chicago Bears eingesetzt. In Woche vier der Saison startete er als Ersatz für den verletzten Randall Cobb erstmals von Beginn an. im darauffolgenden Spiel gegen die Detroit Lions erzielte er schließlich seinen ersten Touchdown. Insgesamt fing Valdes-Scantling in seiner ersten Saison 38 Pässe, bei denen er 581 Yards erlaufen konnte und zwei Touchdowns erzielte.
Im März 2022 unterschrieb Valdes-Scantling einen Dreijahresvertrag im Wert von 30 Millionen US-Dollar bei den Kansas City Chiefs. Er gewann im Februar 2023 den Super Bowl LVII gegen die Philadelphia Eagles. Am 12. Februar 2024 gewann er mit dem Sieg im Super Bowl LVIII gegen die San Francisco 49ers, bei dem er einen Touchdown fing, seinen zweiten Superbowl mit den Kansas City Chiefs. Am 28. Februar wurde Valdes-Scantling von den Chiefs entlassen.
Im Mai 2024 nahmen die Buffalo Bills Valdes-Scantling für ein Jahr unter Vertrag. Nach sechs Spielen wurde er infolge der Verpflichtung von Amari Cooper entlassen. Zuvor hatte er lediglich zwei Pässe für 26 Yards gefangen. Wenig später nahmen die New Orleans Saints Valdes-Scantling unter Vertrag. Bei den Saints fing er 17 Pässe für 385 Yards. Im März 2025 schloss Valdes-Scantling sich den Seattle Seahawks an.